# 132792 Scottsmith
132792 Scottsmith este un asteroid din centura principală de asteroizi.

## Descriere
132792 Scottsmith este un asteroid din centura principală de asteroizi. A fost descoperit pe 10 august 2002 la Observatorul din Cerro Tololo de Robert L. Millis. Asteroidul prezintă o orbită caracterizată de o semiaxă mare de 3,04 ua, o excentricitate de 0,08 și o înclinație de 4,1° în raport cu ecliptica.